# Giorgio Wenter Marini
Giorgio Wenter Marini (Rovereto, 8 febbraio 1890 – Venezia, 24 novembre 1973) è stato un architetto italiano.
Allievo di Luigi Comel presso la Scuola Reale Elisabettina di Rovereto (1901–1909), completa gli studi presso la Regia Scuola Tecnica di Monaco di Baviera (1910–1914). Dopo il praticantato lavora a Bologna nello studio di Marcello Piacentini (1916–1918) e in seguito per l'arcidiocesi di Trento (1919). Fra il 1920 e il 1927 è dipendente della provincia autonoma di Trento e svolge la libera professione progettando i caffè Europa e Alla speranza di Trento, il caseificio di San Michele all'Adige, casa Bresadola ad Arco e l'Istituto educativo di Sant'Ilario a Rovereto. In seguito si dedica all'insegnamento, prima a Cortina d'Ampezzo (1928–1931), poi a Cantù (1931–1934), a Padova (1934–1935) e infine a Venezia, dove risiede stabilmente dal 1935 fino alla morte avvenuta nel 1973.

## Biografia
Giorgio Wenter Marini nasce a Rovereto l'8 febbraio 1890 da Giuseppe Wenter e Maria Marini. Dal 1901 al 1909 studia presso la Scuola Reale Elisabettina di Rovereto, dove ha come maestro Luigi Comel. In seguito si iscrive alla facoltà di architettura della Regia Scuola Tecnica di Monaco di Baviera, dove si laurea ingegnere-architetto nel 1914. Nel 1912 è tra i fondatori del Circolo artistico trentino insieme a Luigi Bonazza, Luigi Ratini, Oddone Tomasi, Cesare Covi ed Ettore Sottsass senior. Dopo la laurea svolge il praticantato lavorando alla ricostruzione di Stenico, distrutto da un incendio. Allo scoppio della prima guerra mondiale fugge in Italia, proseguendo il praticantato a Roma dove collabora con Giacomo Boni e con gli archeologi Paolo Orsi e Federico Halbherr. Nel 1916 entra nello studio di Marcello Piacentini, lavorando al progetto di restauro del centro storico di Bologna.
Nel 1919 è nominato dall'arcivescovo di Trento Celestino Endrici consigliere per l’Opera di Soccorso delle chiese danneggiate dalla guerra, l'anno seguente la provincia di Trento lo assume per la manutenzione dei propri edifici. Nel frattempo si dedica anche alla libera professione, realizzando i lavori decorativi dei caffè Europa e Alla speranza di Trento, il caseificio dell’Istituto agrario provinciale di San Michele all'Adige e casa Bresadola ad Arco. Nel 1922 progetta l'ampliamento dell’Istituto educativo provinciale di Sant'Ilario a Stropparolo, vicino a Rovereto. Il lavoro è però molto discusso e alla fine è bloccato a causa di una presunta eccessiva aderenza ai canoni estetici tedeschi. In questo periodo realizza inoltre opere a graffito nella chiesa della Madonna del Carmelo a Rovereto, il timpano di quella di Dasindo, il tabernacolo di Montagnaga e la cappella del cimitero di Malosco.
Nel 1927 Wenter Marini è licenziato dalla provincia di Trento a causa di un esubero di personale. Lascia quindi la professione per dedicarsi all'insegnamento, dapprima alla Regia Scuola d’Arte Industriale di Cortina d'Ampezzo (1928–1931), poi alla Regia Scuola professionale del mobile e del merletto di Cantù (1931–1934) e in seguito a Padova, dove dirige l'Istituto d'Arte Pietro Selvatico (1934). L’anno seguente si trasferisce a Venezia per insegnare architettura e costruzioni presso l’Istituto Statale d’Arte. Dal 1938 è docente di architettura degli interni, arredamento e decorazione presso l’Istituto Universitario di Architettura e dal 1953 è direttore dell’Istituto Statale d’Arte. Dal 1957 al 1961 è in servizio alla Soprintendenza per i monumenti della città. Si spegne a Venezia il 24 novembre 1973. L'archivio di Wenter Marini è conservato presso l'Università Iuav di Venezia.

## Pubblicazioni
- Giorgio Wenter Marini, Avviamento alla composizione, Milano, Gorlich, 1947.
- Giorgio Wenter Marini e Riccardo Maroni, Giorgio Wenter architetto e pittore, Trento, Saturnia, 1955.
- Riccardo Maroni e Giorgio Wenter Marini (a cura di), Eugenio Prati pittore, Trento, Saturnia, 1956.
- Riccardo Maroni e Giorgio Wenter Marini (a cura di), Bartolomeo Bezzi pittore, Trento, CAT, 1956.
- Riccardo Maroni e Giorgio Wenter Marini (a cura di), Giorgio Wenter Marini. Maestro d'arte applicata, Trento, CAT, 1958.
- Riccardo Maroni e Giorgio Wenter Marini (a cura di), Giorgio Wenter. Grafica minore, Trento, CAT, 1963.
- Riccardo Maroni e Giorgio Wenter Marini (a cura di), Giancarlo Maroni architetto. 1893–1952, Trento, CAT, 1966.
- Giorgio Wenter Marini (a cura di), Gigiotti Zanini architetto, Trento, CAT, 1966.